# Ludgershall Castle

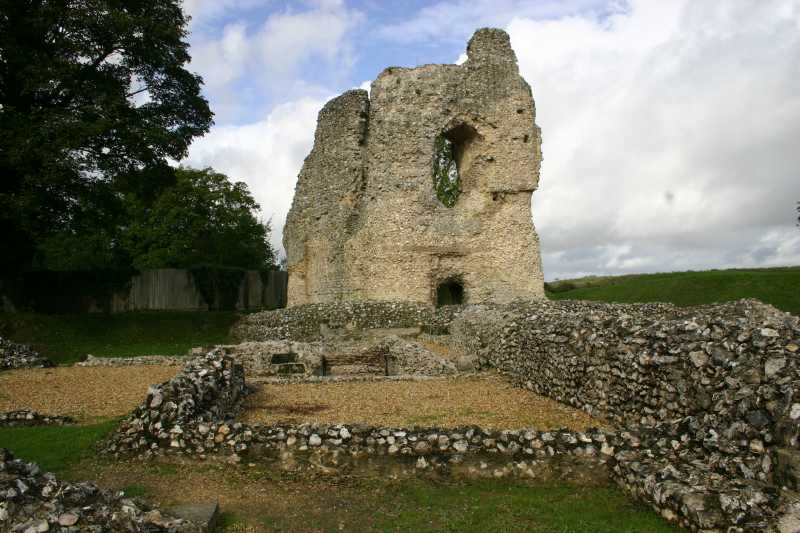
Überreste von Ludgershall Castle

Ludgershall Castle ist eine Burgruine im Dorf Ludgershall in der englischen Grafschaft Wiltshire. Die Burg aus dem 11. Jahrhundert wurde von König Johann Ohneland in ein Jagdschloss umgewandelt, wurde dann aber ab dem 15. Jahrhundert nicht mehr genutzt und verfiel.

## Details
Eine mittelalterliche Burg ließ vermutlich Ende des 11. Jahrhunderts Edward of Salisbury, der High Sheriff of Wiltshire, errichten. Um 1100 gelangte sie in den Besitz der Krone, und John Marshal († 1165) ist als des Königs Kastellan verzeichnet. Er ließ die Burg verstärken und vermutlich die nördliche Einfriedung hinzufügen, die wichtige Gebäude, größtenteils in Stein, enthielt, wie z. B. einen Rittersaal und einen Turm mit den Gemächern des Königs. Die südliche Einfriedung war die Vorburg, in der die Stallungen, die Küchen und landwirtschaftliche Gebäude aus Holz untergebracht waren.
König Johann Ohneland ließ die Burg 1210 ausbauen und in ein Jagdschloss verwandeln.
Ludgershall war im Mittelalter eine weitaus wichtigere Siedlung als sie heute ist. Sie durfte zwei Abgeordnete ins Parlament entsenden, ein Privileg, das die Siedlung bis zur Parlamentsreform 1832 behielt.
Zwischen 1964 und 1972 führte die University of Southampton erstmals Ausgrabungen auf dem Gelände durch.
Das Anwesen wird heute von English Heritage verwaltet. Es sind ausgedehnte Erdwerke bis heute erhalten, aber auf einem Teil des Geländes steht ein privates Haus.
Durch Steinbrucharbeiten wurden die Erdwerke wesentlich verändert. Die südliche Einfriedung, die sich innerhalb dieser Erdwerke auf der den Mauerresten gegenüberliegenden Seite befinden, soll eine Festung aus der Eisenzeit gewesen sein.